# Гаура Линдхеймера
Гаура Линдхеймера (Белая гаура, Розовая гаура) — вид растений рода Gaura семейства Кипрейные. Происходит из Луизианы и Техаса. По современной классификации вид перемещен в род Ослинник (Энотера), правильным названием является Ослинник Линдхеймера (лат. Oenothera lindheimeri).
Вид назван в честь Фердинанда Якова Линдхеймера (1801—1879), ботаника немецкого происхождения, который собирал материал для профессора Гарвардского университета Эйсы Грея.

## Описание
Многолетнее травянистое растение, с густым ветвистым стеблем высотой 50-150 см. Цветы образуются на соцветии длиной 10-80 см, розового или белого цвета, 2-3 см в диаметре, с четырьмя лепестками длиной 10-15 мм и длинными тычинками.

## Применение

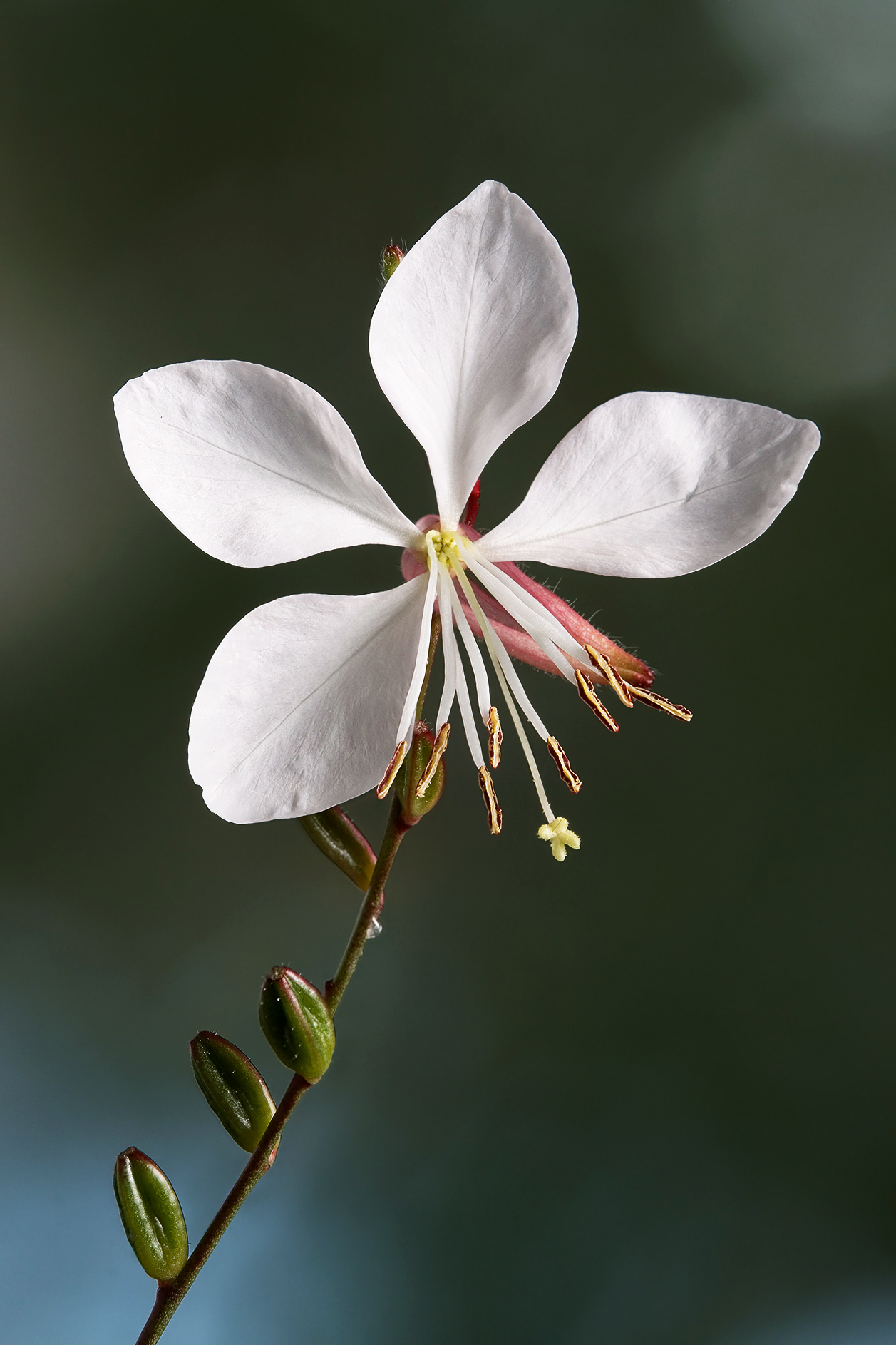
Сорт 'Whirling Butterflies'

Гаура Линдхеймера обычно выращивается как декоративное растение. Некоторые сорта были отобраны из-за различных окрасов цветка, от почти чистого белого цвета (например, ‘Whirling Butterflies’), до тёмно-розового (например, ‘Cherry Brandy’, ‘Siskiyou Pink’). Растение лучше всего растёт на солнечных местах и может пережить длительные периоды засухи.